# Thuir
Thuir (katalanisch Tuïr) ist eine französische Gemeinde mit 8.215 Einwohnern (Stand 1. Januar 2022) im Département Pyrénées-Orientales in der Region Okzitanien.
Thuir liegt in der Ebene des Roussillon, etwa 13 Kilometer südwestlich von Perpignan am Fuße der Pyrenäen. Hier entspringt das Flüsschen Basse, das in Perpignan in die Têt mündet.
Der Ort ist über die Grenzen Frankreichs hinaus bekannt als Produktionsort des Aperitifs Byrrh, der hier im 19. Jahrhundert erfunden wurde.

## Persönlichkeiten
- Catherine Collard (1947–1993), Pianistin und Musikpädagogin
- Angélique Duchemin (1991–2017), Boxerin